# Paracaesio caerulea
Paracaesio caerulea is een straalvinnige vis uit de familie van snappers (Lutjanidae) en behoort derhalve tot de orde van baarsachtigen (Perciformes). De vis kan een lengte bereiken van 50 centimeter. 

## Leefomgeving
Paracaesio caerulea is een zoutwatervis. De vis prefereert een subtropisch klimaat en leeft hoofdzakelijk in de Grote Oceaan.

## Relatie tot de mens
Paracaesio caerulea is voor de visserij van aanzienlijk commercieel belang. In de hengelsport wordt er weinig op de vis gejaagd. 